# King Princess
Mikaela Mullaney Straus (Brooklyn, Nueva York; 19 de diciembre de 1998), conocida con su nombre artístico King Princess, es una cantante, compositora, multinstrumentalista, actriz y productora estadounidense conocida por la temática de sus canciones centradas en su vida personal, las cuales han sido ampliamente comentadas por la prensa. Tiene un contrato con la compañía de Mark Ronson, Zelig Records, una filial de Columbia Records.es tataranieta de Ida e Isador Straus.

## Primeros años
Straus nació y creció en Brooklyn, Nueva York. Sus  tatarabuelos fueron el empresario Isidor Straus y su esposa Ida Straus, quienes murieron en el hundimiento del RMS Titanic. Pasó gran parte de su infancia en el estudio de su padre, Mission Sound. Ahí, aprendió a tocar varios instrumentos, incluyendo bajo, guitarra, piano y batería, como también técnicas musicales y sobre la industria de la música. Su inspiración e influencia fueron las bandas Led Zeppelin y T. Rex, como también Jack White.  Después de la secundaria, Straus se mudó a Los Ángeles, California, para estudiar en la USC Thornton School of Music, sin embargo, un año después, la abandonó para centrarse en su carrera musical.

## Carrera

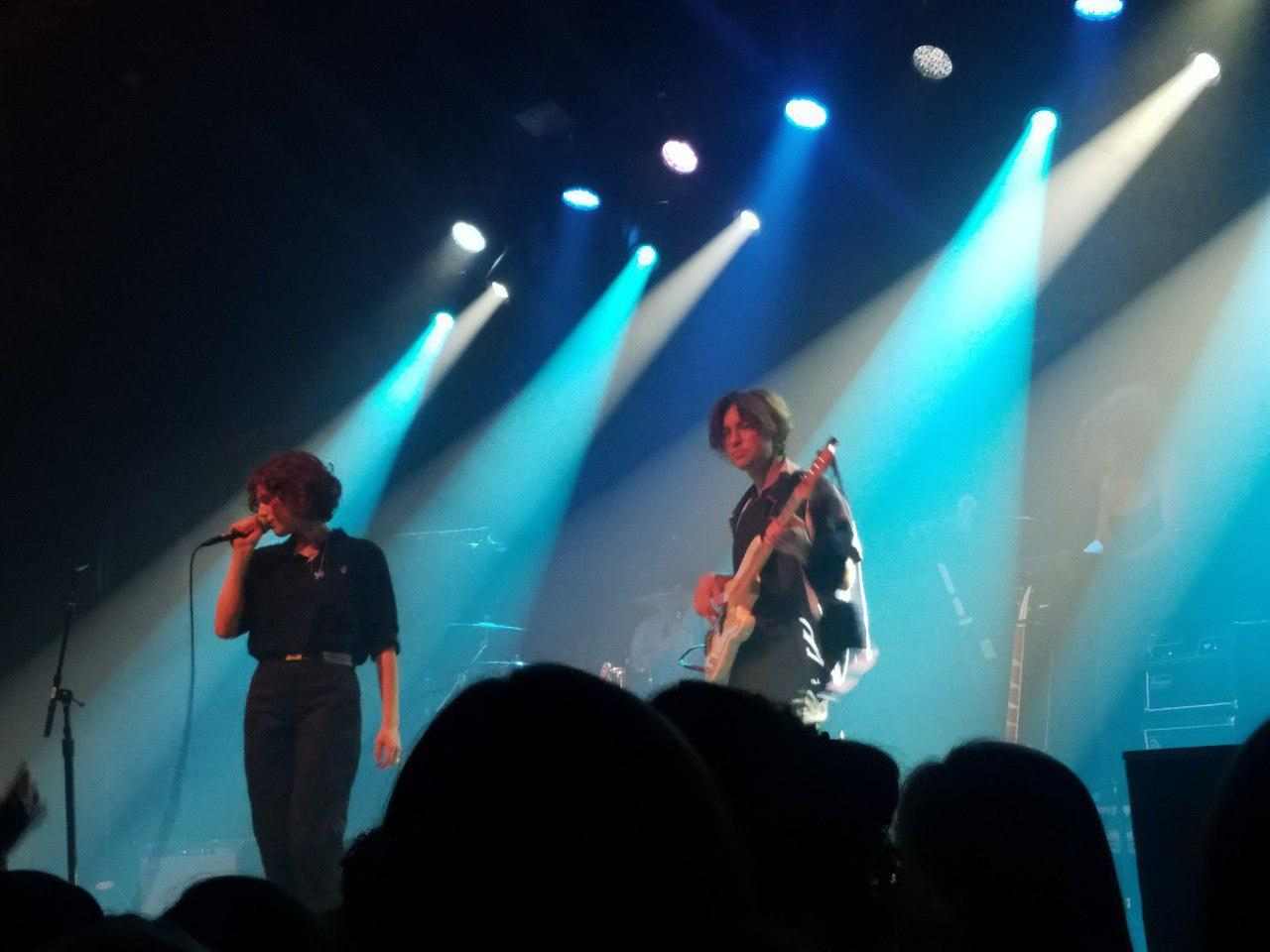
Presentación de King Princess en el Royale Boston, 25 de enero de 2019

En febrero de 2018, King Princess lanzó su sencillo debut "1950". Este sirvió como tributo a la novela de 1952 Carol, de Patricia Highsmith, a la comunidad LGBTQ y al amor homosexual. La canción llegó a una gran audiencia cuando el cantante británico Harry Styles tuiteó parte de la letra de la canción. Straus lanzó su segundo sencillo "Talia" en abril del mismo año.
El 15 de junio de 2018, lanzó su extended play debut, Make My Bed.

## Vida personal
Mikalela Straus es lesbiana, además es tataranieta del matrimonio entre Ida e Isador Straus, quienes murieron en el hundimiento del RMS Titanic la madrugada del 15 de abril de 1912.

## Discografía

#### Álbumes de estudio
- 2019: Cheap Queen [7]
- 2022: Hold On Baby [8]

#### EPs
- 2018: Make My Bed
- 2019: Up Next Live from Apple Williamsburg

#### Sencillos
Como artista principal
| Año  | Sencillo                       | Posiciones en listas | Posiciones en listas | Posiciones en listas | Posiciones en listas | Posiciones en listas | Posiciones en listas | Certificaciones                                           | Álbum        |
| Año  | Sencillo                       | AUS                  | BEL (FL)             | CAN                  | NZ                   | SUE                  | SUI                  | Certificaciones                                           | Álbum        |
| ---- | ------------------------------ | -------------------- | -------------------- | -------------------- | -------------------- | -------------------- | -------------------- | --------------------------------------------------------- | ------------ |
| 2018 | «1950»                         | 25                   | 48                   | 82                   | —                    | 87                   | 94                   | - RIAA: Platino - BPI: Plata - MC: Oro - ARIA: 2× Platino | Make My Bed  |
| 2018 | «Talia»                        | —                    | —                    | —                    | —                    | —                    | —                    | - ARIA: Oro                                               | Make My Bed  |
| 2018 | «Pussy Is God»                 | —                    | —                    | —                    | 17                   | —                    | —                    |                                                           | Sin álbum    |
| 2019 | «Cheap Queen»                  | —                    | 98                   | —                    | 17                   | —                    | —                    |                                                           | Cheap Queen  |
| 2019 | «Prophet»                      | —                    | —                    | —                    | 17                   | —                    | —                    |                                                           | Cheap Queen  |
| 2019 | «Ain't Together»               | —                    | —                    | —                    | —                    | —                    | —                    |                                                           | Cheap Queen  |
| 2019 | «Hit the Back»                 | —                    | —                    | —                    | —                    | —                    | —                    |                                                           | Cheap Queen  |
| 2020 | «Ohio»                         | —                    | —                    | —                    | —                    | —                    | —                    |                                                           | Cheap Queen  |
| 2020 | «Pain»                         | —                    | —                    | —                    | —                    | —                    | —                    |                                                           | Sin álbum    |
| 2020 | «Only Time Makes It Human»     | —                    | —                    | —                    | 33                   | —                    | —                    |                                                           | Sin álbum    |
| 2022 | «Little Brother» (con Fousheé) | —                    | —                    | —                    | —                    | —                    | —                    |                                                           | Hold On Baby |
| 2022 | «For My Friends»               | —                    | —                    | —                    | —                    | —                    | —                    |                                                           | Hold On Baby |
| 2022 | «Too Bad»                      | —                    | —                    | —                    | —                    | —                    | —                    |                                                           | Hold On Baby |
| 2022 | «Cursed»                       | —                    | —                    | —                    | —                    | —                    | —                    |                                                           | Hold On Baby |
| 2022 | «Change the Locks»             | —                    | —                    | —                    | —                    | —                    | —                    |                                                           | Hold On Baby |
| 2022 | «Let Us Die»                   | —                    | —                    | —                    | —                    | —                    | —                    |                                                           | Hold On Baby |

Como artista invitada
| Sencillo                                       | Año  | Posiciones en listas | Álbum               |
| Sencillo                                       | Año  | NZ                   | Álbum               |
| ---------------------------------------------- | ---- | -------------------- | ------------------- |
| "Pieces of Us" (Mark Ronson con King Princess) | 2019 | 24                   | Late Night Feelings |

## Videografía

### Televisión
| Año  | Trabajo                | Papel | Notas       |
| ---- | ---------------------- | ----- | ----------- |
| 2025 | Nine Perfect Strangers | Tina  | 8 episodios |

### Videos Musicales
| Sencillo                                    | Año  | Director(a)                      |
| ------------------------------------------- | ---- | -------------------------------- |
| "1950"                                      | 2018 | Clare Gillen                     |
| "Talia"                                     | 2018 | Clare Gillen                     |
| "Make My Bed"                               | 2018 | Mikey Alfred                     |
| "Holy"                                      | 2018 | Clare Gillen and Scott Ross      |
| "Upper West Side"                           | 2018 | Clare Gillen                     |
| "Pussy Is God"                              | 2018 | Clare Gillen                     |
| "Cheap Queen"                               | 2019 | Symone Ridgell                   |
| "Prophet"                                   | 2019 | Cody Critcheloe                  |
| "Hit the Back" (dance video)                | 2019 | Henry Metcalf and Mikaela Straus |
| "Hit the Back" (live performance)           | 2019 | Josh Goleman                     |
| "If You Thing It's Love" (live performance) | 2019 | Josh Goleman                     |
| "Homegirl" (live)                           | 2019 | Blythe Thomas and Grams          |
| "Ohio"                                      | 2020 | Cody Critcheloe                  |
| "Only Time Makes It Human"                  | 2020 | Quinn Wilson                     |
| "Pain"                                      | 2020 | Quinn Wilson                     |
| "Little Bother" (live performance)          | 2022 | Terrence O'Connor                |
| "For My Friends"                            | 2022 | Nick Harwood                     |
| "Too Bad" / "Cursed"                        | 2022 | Quinn Wilson                     |
| "Let Us Die"                                | 2022 | Quinn Wilson                     |